# فلسطين والأمم المتحدة
تشغل القضايا المتعلقة بدولة فلسطين وجوانب الصراع الإسرائيلي الفلسطيني مناقشات ومُقررات وموارد مستمرة في الأمم المتحدة. منذ تأسيسه عام 1948، اعتمد مجلس الأمن التابع للأمم المتحدة، حتى يناير 2010، 79 قرارًا مُباشرًا مُتعلق بالصراع العربي الإسرائيلي.[بحاجة لتحديث]
كان اعتماد الجمعية العامة للأمم المتحدة في 29 نوفمبر 1947 لقرار يوصي باعتماد وتنفيذ خطة تقسيم فلسطين أحد أقدم الإجراءات التي اتخذتها الأمم المتحدة. وقد استند هذا القرار إلى تقرير لجنة الأمم المتحدة الخاصة بفلسطين (UNSCOP). ومنذ ذلك الحين، استمرت الأمم المتحدة في لعب دور مركزي في المنطقة، خاصة فيما يتعلق بدعم اللاجئين الفلسطينيين من خلال وكالة الأمم المتحدة لإغاثة وتشغيل اللاجئين الفلسطينيين (UNRWA)، والتي تعمل بشكل وثيق مع المفوضية السامية للأمم المتحدة لشؤون اللاجئين (UNHCR) المسؤولة عن اللاجئين في العالم. كما توفر الأمم المتحدة منصة للفلسطينيين للتعبير عن مطالبهم السياسية من خلال لجنة ممارسة الشعب الفلسطيني لحقوقه غير القابلة للتصرف، وشعبة الأمم المتحدة لحقوق الفلسطينيين، ولجنة التحقيق التابعة للأمم المتحدة بشأن الممارسات الإسرائيلية التي تؤثر على حقوق الإنسان للشعب الفلسطيني، ونظام معلومات الأمم المتحدة بشأن قضية فلسطين (UNISPAL)، واليوم الدولي للتضامن مع الشعب الفلسطيني. قامت الأمم المتحدة بتسهيل العديد من مفاوضات السلام بين الطرفين، وكانت آخرها خارطة طريق السلام لعام 2002.

## التاريخ

### الأربعينيات

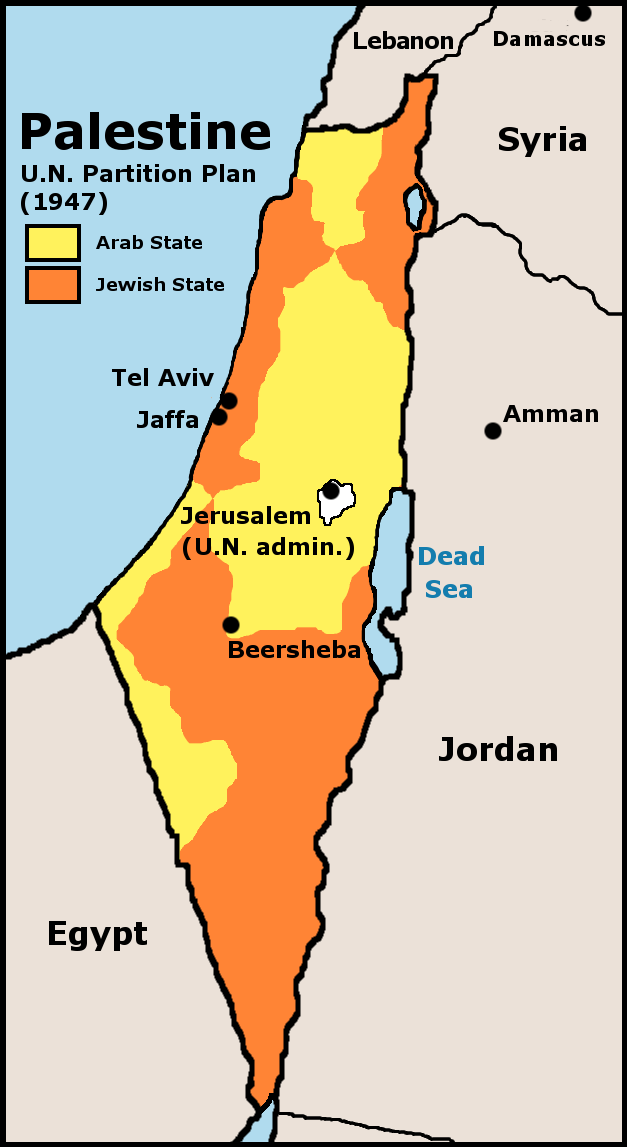
خريطة توضح خطة الأمم المتحدة لتقسيم فلسطين لعام 1947 في قرار الجمعية العامة للأمم المتحدة. 181(II)

بعد الحرب العالمية الثانية وإنشاء الأمم المتحدة، قررت الجمعية العامة  إنشاء لجنة خاصة "لإعداد تقرير حول قضية فلسطين لعرضه في الجلسة العادية التالية للجمعية العامة." وكانت اللجنة تتألف من ممثلين عن أستراليا، وكندا، وتشيكوسلوفاكيا، وغواتيمالا، والهند، وإيران، وهولندا، وبيرو، والسويد، والأوروغواي، ويوغوسلافيا. في التقرير النهائي الصادر في 3 سبتمبر 1947، عبر سبعة أعضاء من اللجنة في الفصل السادس عن تأييدهم، من خلال تصويت مسجل، لخطة التقسيم مع الاتحاد الاقتصادي (كما هو موضح في التقرير). اقترحت الخطة "دولة عربية مستقلة، ودولة يهودية مستقلة، ومدينة القدس". في 29 نوفمبر 1947 أوصت الجمعية العامة باعتماد وتنفيذ خطة التقسيم مع الاتحاد الاقتصادي، وفقًا للقرار رقم 181 للجمعية العامة، الذي كان نسخة معدلة قليلًا من تلك المقترحة من قبل الأغلبية في تقرير 3 سبتمبر 1947، حيث حصلت الخطة على 33 صوتًا مؤيدًا، و13 صوتًا معارضًا، و10 أصوات ممتنعة. كان التصويت نفسه، الذي تطلب أغلبية الثلثين، حدثًا دراميًا. أدى إلى احتفالات في شوارع المدن اليهودية، ولكنه رُفض من قبل الفلسطينيين العرب وجامعة الدول العربية.
في غضون بضعة أيام، اندلعت معارك شاملة بين اليهود والعرب في فلسطين في ما عُرف باسم حرب التطهير العرقي لفلسطين 1947–48. كما أدت إلى أعمال عنف إلى نزوح اليهود من الدول العربية والإسلامية. في 14 مايو 1948، في اليوم الذي انتهى فيه الانتداب البريطاني على فلسطين، اجتمع مجلس الشعب اليهودي في متحف تل أبيب، ووافق على إعلان "إقامة دولة يهودية في أرض إسرائيل، تُعرف باسم دولة إسرائيل". كما وضع القرار 181 الأساس لإنشاء دولة عربية، ولكن الدول المجاورة والجامعة العربية، التي رفضت كل المحاولات لإنشاء دولة يهودية، رفضت الخطة. في مقدمة البرقية المرسلة من الأمين العام لجامعة الدول العربية إلى الأمين العام للأمم المتحدة في 15 مايو 1948، قدمت الجامعة العربية أسباب "تدخلها": "بمناسبة تدخل الدول العربية في فلسطين لاستعادة القانون والنظام ومنع الاضطرابات السائدة في فلسطين من الانتشار إلى أراضيها ووقف المزيد من إراقة الدماء".
في نفس اليوم، غزت خمسة دول عربية بسرعة الجزء العربي من خطة التقسيم. غيرت هذه الحرب ديناميكيات المنطقة، محولة خطة الدولتين إلى حرب بين إسرائيل والعالم العربي. خلال هذه الحرب، أكدت القرار 194 على مطالبة الأمم المتحدة بالقدس، وقررت في الفقرة 11 "أن اللاجئين الذين يرغبون في العودة إلى منازلهم والعيش بسلام مع جيرانهم يجب أن يُسمح لهم بذلك في أقرب وقت ممكن عمليًا". هذا القرار، الذي قبلته إسرائيل على الفور، يعد الأساس القانوني الرئيسي لمطالبة الفلسطينيين بحق العودة، وهو نقطة رئيسية في مفاوضات السلام. كما دعا القرار 194 إلى إنشاء لجنة الأمم المتحدة للتوفيق بشأن فلسطين. عارضت الدول العربية في البداية هذا القرار، لكن خلال بضعة أشهر، بدأت في تغيير موقفها وأصبحت أقوى مؤيد له فيما يخص اللاجئين والأراضي.
في أعقاب حرب 1948، وبشرط قبول إسرائيل وتنفيذها للقرارات 181 و194، صوتت الجمعية العامة للأمم المتحدة، بموجب القرار 273 (الثالث) الصادر في 11 مايو 1949، على قبول إسرائيل كعضو في الأمم المتحدة باعتبارها "دولة محبة للسلام". أعاد هذا القرار التأكيد على مطالب الأمم المتحدة بالسيطرة على القدس وعودة اللاجئين الفلسطينيين. جرى التصويت على القرار 273 خلال مؤتمر لوزان الذي استمر خمسة أشهر، ونظمته الأمم المتحدة للتوفيق بين الأطراف. كان هذا المؤتمر فشلًا كبيرًا إلى حد كبير، ولكنه كان ملحوظًا كأول اقتراح من إسرائيل لتحديد خط الهدنة لعام 1949 بين الجيوش الإسرائيلية والعربية، المعروف باسم الخط الأخضر، كحدود للدولة اليهودية. وقد حصل هذا الخط على اعتراف دولي بعد الواقعة.
عقب فشل مؤتمر لوزان في حل مشكلة اللاجئون الفلسطينيون، أُنشئت وكالة الأمم المتحدة لإغاثة وتشغيل اللاجئين الفلسطينيين (الأونروا) بقرار ديسمبر 1949 رقم 302 (الرابع) لتقديم المساعدات الإنسانية لهذه المجموعة. نشرت لجنة التوفيق بشأن فلسطين تقريرها في أكتوبر 1950. يُذكر هذا التقرير كمصدر للعدد الرسمي للاجئين الفلسطينيين العرب (711,000). وأعاد التقرير التأكيد على مطالب الأمم المتحدة بالسيطرة على القدس وعودة اللاجئين الفلسطينيين.

### الخمسينيات
بعد فشل المحاولات الأولى لحل النزاع، وحتى عام 1967، لم يكن النقاش حول إسرائيل وفلسطين بارزًا في الأمم المتحدة. كانت هناك استثناءات تضمنت حوادث حدودية مثل مذبحة قبيا، وصدور قرار مجلس الأمن رقم 95 الذي دعم موقف إسرائيل على حساب مصر بشأن استخدام قناة السويس، والأبرز كان أزمة السويس عام 1956.

### الستينيات
بعد أشهر من النقاش في مجلس الأمن والجمعية العامة قبل وأثناء وبعد حرب الأيام الستة عام 1967، [16] تم اعتماد قرار مجلس الأمن التابع للأمم المتحدة رقم 242. وأصبح أساسًا مقبولًا عالميًا لمفاوضات السلام العربية الإسرائيلية، وفي وقت لاحق الإسرائيلية الفلسطينية. وقد نص القرار على مبدأ الأرض مقابل السلام. ويُعد هذا القرار من أكثر القرارات التي تمت مناقشتها داخل الأمم المتحدة وخارجها.
أدت حرب الأيام الستة إلى موجة جديدة من اللاجئين الفلسطينيين الذين لم يكن من الممكن إدراجهم في التعريف الأصلي للأونروا. ومنذ عام 1991، اعتمدت الجمعية العامة للأمم المتحدة قرارًا سنويًا يسمح للاجئي 1967 بالدخول ضمن ولاية الأونروا.
في عام 1968، تم إنشاء اللجنة الخاصة المعنية بالتحقيق في الممارسات الإسرائيلية التي تمس حقوق الإنسان للشعب الفلسطيني للتحقيق في المستوطنات اليهودية في الأراضي الفلسطينية، وتصدر اللجنة قرارات سنوية للجمعية العامة وغيرها من الوثائق.

### السبعينيات
برز الصراع الإسرائيلي-الفلسطيني بشكل كبير عقب ظهور الجماعات الفلسطينية المسلحة، وخاصة منظمة التحرير الفلسطينية، وازدياد القوة السياسية للدول العربية كمورد رئيسي للنفط للعالم الغربي. وفي الأمم المتحدة اكتسبت المجموعة العربية أيضًا دعم الكتلة الشرقية ضد إسرائيل المتحالفة مع الولايات المتحدة. وتسارعت الأحداث التي وضعت القضية الفلسطينية في طليعة الاهتمام العالمي، ومنها: عملية ميونخ عام 1972، وحرب أكتوبر عام 1973، وأزمة النفط التي تلت ذلك في نفس العام، واندلاع الحرب الأهلية اللبنانية عام 1975.
شكل مؤتمر جنيف عام 1973 محاولة للتفاوض على حل للصراع العربي-الإسرائيلي. ومع ذلك، لم يتم التوصل إلى اتفاق شامل، وفشلت المحاولات اللاحقة لإحياء المؤتمر.
في 13 نوفمبر 1974، أصبح ياسر عرفات أول ممثل لكيان غير دولة عضو يخاطب الجمعية العامة للأمم المتحدة. وفي عام 1975 مُنحت منظمة التحرير الفلسطينية صفة مراقب دائم في الجمعية العامة.
ابتداًء من عام 1974، أُطلق على الأراضي الفلسطينية اسم "الأراضي العربية المحتلة" في وثائق الأمم المتحدة. وفي عام 1982 أصبح مصطلح "الأراضي الفلسطينية المحتلة" هو الاسم المعتاد. [بحاجة لمصدر]
تم إنشاء "لجنة ممارسة الشعب الفلسطيني لحقوقه غير القابلة للتصرف" في عام 1975، وشُكّلت "شعبة الأمم المتحدة لحقوق الفلسطينيين" في عام 1977. وفي نفس العام، تم الاحتفال لأول مرة باليوم الدولي للتضامن مع الشعب الفلسطيني في 29 نوفمبر، الذكرى السنوية للقرار 181.
شكلت معاهدة السلام المصرية الإسرائيلية لعام 1979 حدثًا تاريخيًا. يعود الفضل للرئيس المصري أنور السادات في بدء العملية، بعد فشل مفاوضات السلام التي توسطت فيها الأمم المتحدة، ولا سيما مؤتمر جنيف. تجاوزت المفاوضات السرية في كامب ديفيد عام 1978 بين السادات ومناحم بيجن وجيمي كارتر، والمعاهدة نفسها، القنوات المعتمدة من الأمم المتحدة بشكل أساسي. تتطرق اتفاقيات كامب ديفيد (وليس المعاهدة نفسها) إلى مسألة قيام دولة فلسطينية. كان على مصر وإسرائيل والأردن الاتفاق على طريقة لإنشاء سلطة حكم ذاتي منتخبة في الضفة الغربية وقطاع غزة. وكان على مصر وإسرائيل إيجاد وسائل لحل مشكلة اللاجئين.
انتقدت الجمعية العامة الاتفاقات. أدان قرار الجمعية العامة 34/65 (1979) "الاتفاقات الجزئية والمعاهدات المنفصلة". وذكر أن اتفاقيات كامب ديفيد "لاغية وباطلة بقدر ما تزعم أنها تحدد مستقبل الشعب الفلسطيني والأراضي الفلسطينية التي تحتلها إسرائيل منذ عام 1967". واحتجاجًا على ذلك، لم تجدد الجمعية العامة قوة حفظ السلام في شبه جزيرة سيناء، القوة الطارئة للأمم المتحدة الثانية،  على الرغم من طلبات الولايات المتحدة ومصر وإسرائيل، على النحو المنصوص عليه في المعاهدة. ومن أجل احترام المعاهدة على الرغم من رفض الأمم المتحدة، تم إنشاء القوة المتعددة الجنسيات والمراقبين، التي تعمل دائمًا بشكل مستقل عن الأمم المتحدة. وطُردت مصر من جامعة الدول العربية لمدة عشر سنوات.

### الثمانينيات

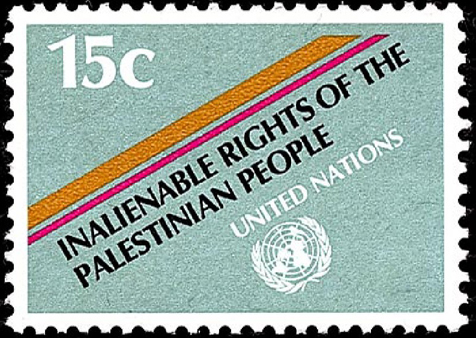
طابع بريدي للأمم المتحدة تكريمًا للجنة ممارسة الشعب الفلسطيني لحقوقه غير القابلة للتصرف (1981)

أعلن المجلس الوطني الفلسطيني في الجزائر العاصمة عام 1988 عن قيام دولة فلسطين. لم تعترف الأمم المتحدة رسميًا بهذه الدولة، ولكن يمكن اعتبارها قد فعلت ذلك بشكل غير رسمي من خلال إعادة تسمية مراقب منظمة التحرير الفلسطينية إلى مراقب فلسطين. وفي يوليو 1998 اعتمدت الجمعية العامة القرار 52/250 الذي منح فلسطين حقوقًا وامتيازات إضافية، بما في ذلك الحق في المشاركة في المناقشة العامة التي تُعقد في بداية كل دورة للجمعية العامة، والحق في الرد، والحق في المشاركة في تقديم مشاريع القرارات، والحق في إثارة نقاط نظام بشأن القضايا الفلسطينية وقضايا الشرق الأوسط.

### عقد 2000
شهد عام 2000 فشل مفاوضات كامب ديفيد للسلام وبداية الانتفاضة الثانية. وفي عام 2003 أصبح الجدار الفاصل الإسرائيلي في الضفة الغربية موضوعًا آخر للنقد. وقد أعلنت كل من الجمعية العامة ومحكمة العدل الدولية أنه غير قانوني. ووجدت المحكمة أن أجزاء الجدار التي تتجاوز الخط الأخضر والنظام المرتبط به المفروض على السكان الفلسطينيين غير قانونية. واستشهدت المحكمة بتدخل الحكومة الإسرائيلية غير القانوني في حق الفلسطينيين الوطني في تقرير المصير؛ ومصادرة الأراضي، وهدم المنازل، وإنشاء الجيوب، وفرض القيود على الحركة والوصول إلى المياه والغذاء والتعليم والرعاية الصحية والعمل ومستوى معيشي لائق، في انتهاكٍ لالتزامات إسرائيل بموجب القانون الدولي. ولاحظت بعثة الأمم المتحدة لتقصي الحقائق والعديد من مقرري الأمم المتحدة لاحقًا أنه كان هناك انتهاكٌ للحق في عدم التمييز على أساس العرق أو الأصل القومي في سياسة الحركة والوصول.
دفعت سلسلةٌ من الهجمات الفلسطينية في مارس 2002 إسرائيل لشنّ عملية الدرع الواقي. وكانت أعنف حلقةٍ هي مجزرة جنين في مخيم جنين للاجئين الذي تديره الأونروا، حيث قُتل 75 شخصًا (23 جنديًا إسرائيليًا و38 فلسطينيًا مسلحًا و14 غير مسلح) ودُمّرت 10% من مباني المخيم. وأرسلت الأمم المتحدة أول بعثةٍ زائرة. وكلّف مجلس الأمن بعثةً مستقلةً لتقصي الحقائق، لكنّ إسرائيل منعتها، وهي خطوةٌ أدانتها الجمعية العامة في قرارها 10/10 (مايو 2002). وحلّ محلّ هذه المهمة تقرير عُلّق عليه على نطاق واسع في وسائل الإعلام. ولاحظ العديد من المراقبين أن الأمم المتحدة أسقطت اتهامات المذبحة التي وجّهها الفلسطينيون خلال المعركة وبعدها بوقتٍ قصير، والتي تمّ تضمينها في الملحق 1 من التقرير.
تُعد "خارطة الطريق للسلام"، منذ عام 2002، أحدث الجهود الحالية التي تبذلها الأمم المتحدة للتفاوض على السلام في المنطقة. وقد اقترح الرئيس الأمريكي جورج دبليو بوش هذه الوثيقة، في البداية ورعاها "رباعي" من الولايات المتحدة وروسيا والاتحاد الأوروبي والأمم المتحدة. يأتي النص الرسمي في شكل رسالة إلى مجلس الأمن، وليس قرارًا من الجمعية العامة أو مجلس الأمن. وقد أحدثت هذه الوثيقة سلسلة من التغييرات: تهميش ياسر عرفات والانسحاب الأحادي للمستوطنين اليهود والقوات الإسرائيلية من الأراضي المحتلة، ولا سيما قطاع غزة. وقد توقف التقدم الآن.
في 11 ديسمبر 2007، اعتمدتِ الجمعية العامة قرارًا بشأنِ التكنولوجياِ الزراعيةِ من أجلِ التنميةِ برعايةِ إسرائيل. واقترحتِ المجموعةُ العربيةُ سلسلةً من التعديلاتِ التي تشيرُ إلى الأراضي الفلسطينيةِ المحتلّة، لكنّ هذه التعديلاتِ قوبلتِ بالرفض. وقالَ الممثلُ التونسيّ: "إنّ المجموعةَ العربيةَ مُقتنعةٌ بأنّ إسرائيلَ ليستْ معنيّةً بالزراعةِ ولا بعمليةِ السلام". وطالبتِ هذه المجموعة بالتصويتِ على القرار، وهو طلب غير عاديّ لهذا النوعِ من القراراتِ المحايدة تجاه البلدان. "وأعربَ ممثل الولاياتِ المتحدة عن خيبةِ أمله لطلب التصويت المسجّلِ لأن ذلك قد يُرسل إشارة إلى عدم وجودِ توافق في الآراءِ بشأنِ القضايا المطروحة، وهو ما لم يكنْ صحيحًا. وأعربتِ الولاياتُ المتحدةُ عن أسفها لحقنِ اعتباراتٍ سياسيةٍ غيرِ ذاتِ صلةٍ في بندِ جدولِ الأعمال، واتّسمتْ بتصريحاتٍ تحريضيةٍ قلّلتْ من أهميةِ جدولِ أعمالِ الأممِ المتحدة". وحظيَ القرارُ بالموافقةِ بتصويتٍ مسجّلٍ بأغلبيةِ 118 صوتًا مقابل لا شيء، وامتناعِ 29 عن التصويت. وكانتِ الامتناعاتُ عن التصويتِ من نصيبِ المجموعةِ العربيةِ بشكلٍ رئيسيّ، باستثناءِ باكستان التي صوّتتْ لصالحِ القرار.

### 2010-2015
في فبراير 2011، استخدمت الولايات المتحدة حق النقض ضد مشروع قرار يدين جميع المستوطنات اليهودية التي أُقيمت في الأرض الفلسطينية المحتلة منذ عام 1967 باعتبارها غير قانونية. وكان من شأن مشروع القرار، الذي أيّده جميع أعضاء مجلس الأمن الآخرين وشارك في تقديمه أكثر من 120 دولة،  أن يطالب "إسرائيل بصفتها القوة القائمة بالاحتلال بوقف جميع الأنشطة الاستيطانية في الأرض الفلسطينية المحتلة، بما في ذلك القدس الشرقية، فورًا وبشكل كامل، وأن تحترم التزاماتها القانونية في هذا الصدد احترامًا كاملًا". وقال ممثل الولايات المتحدة سوزان رايس إنه على الرغم من موافقة بلاده على أن المستوطنات غير قانونية، فإن القرار سيضر بفرص المفاوضات. وقال نائب وزير الخارجية الإسرائيلي، دانيال أيالون، إن "الأمم المتحدة بمثابة ختم مطاطي للدول العربية، وعلى هذا النحو، فإن الجمعية العامة تتمتع بأغلبية تلقائية"، وإن التصويت "أثبت أن الولايات المتحدة هي الدولة الوحيدة القادرة على دفع عملية السلام والوحيدة التي تقول الحقيقة: وهي أن هناك حاجة إلى محادثات مباشرة بين إسرائيل والفلسطينيين". غير أن المفاوضين الفلسطينيين رفضوا استئناف المحادثات المباشرة حتى توقف إسرائيل جميع الأنشطة الاستيطانية.
في 31 يناير 2012، قدّمت "بعثة الأمم المتحدة الدولية المستقلة لتقصي الحقائق بشأن المستوطنات الإسرائيلية في الأرض الفلسطينية المحتلة" تقريرًا يفيد بأن المستوطنات الإسرائيلية أدت إلى العديد من انتهاكات حقوق الإنسان للفلسطينيين، وأنه إذا لم توقف إسرائيل جميع الأنشطة الاستيطانية فورًا وتبدأ في سحب جميع المستوطنين من الضفة الغربية، فقد تواجه قضية محتملة أمام المحكمة الجنائية الدولية. وذكر التقرير أن إسرائيل انتهكت المادة 49 من اتفاقية جنيف الرابعة التي تحظر نقل المدنيين من دولة الاحتلال إلى الأرض المحتلة. ورأى التقرير أن المستوطنات "تؤدي إلى ضم زاحف يمنع إقامة دولة فلسطينية متصلة وقابلة للحياة، ويقوّض حق الشعب الفلسطيني في تقرير المصير".
وبعد قبول فلسطين في الأمم المتحدة كدولة غير عضو في سبتمبر 2012، قد تتمكن من عرض شكواها على المحكمة الدولية. ورفضت إسرائيل التعاون مع محققي مفوضية الأمم المتحدة لحقوق الإنسان، وردّت وزارة خارجيتها على التقرير قائلة إن "التدابير التي تأتي بنتائج عكسية - مثل التقرير المعروض علينا - لن تؤدي إلا إلى عرقلة الجهود المبذولة لإيجاد حل دائم للصراع الإسرائيلي الفلسطيني. لقد ميّز مجلس حقوق الإنسان نفسه للأسف بنهجه المنحاز لإسرائيل بشكل منهجيّ".

### 2015-2020
بحلول سبتمبر 2012، ومع توقف طلبهم للحصول على العضوية الكاملة بسبب عدم قدرة أعضاء مجلس الأمن على "تقديم توصية بالإجماع"، قررت السلطة الفلسطينية السعي لرفع مستوى وضعها من "كيان مراقب" إلى "دولة مراقبة غير عضو". وفي 27 نوفمبر أُعلن أن الطلب قد تم تقديمه رسميًا، وأنه سيُطرح للتصويت في الجمعية العامة في 29 نوفمبر، حيث كان من المتوقع أن تحظى ترقية وضعهم بدعم غالبية الدول. بالإضافة إلى منح فلسطين "وضع دولة مراقبة غير عضو" فإن مشروع القرار "يعرب عن أمله في أن ينظر مجلس الأمن بشكل إيجابي في الطلب المقدم في 23 سبتمبر 2011 من دولة فلسطين للانضمام إلى عضوية الأمم المتحدة الكاملة، ويؤيد حل الدولتين على أساس حدود ما قبل عام 1967 ويؤكد على الحاجة إلى استئناف المفاوضات بين الطرفين على الفور".
في يوم الخميس 29 نوفمبر 2012 صوتت الجمعية العامة على قرار 67/19 بأغلبية 138 صوتًا مقابل 9 أصوات (مع امتناع 41 عضوًا عن التصويت)، مما رفع وضع فلسطين إلى "دولة مراقبة غير عضو" في الأمم المتحدة. يساوي الوضع الجديد وضع فلسطين مع وضع الكرسي الرسولي. وصفت صحيفة "الإندبندنت" التغيير في الوضع بأنه "اعتراف بحكم الواقع بدولة فلسطين ذات السيادة".
كان التصويت خطوة مهمة لدولة فلسطين، بينما مثّل نكسة دبلوماسية لإسرائيل والولايات المتحدة. سيسمح وضع دولة فلسطين كدولة مراقبة في الأمم المتحدة لها بالانضمام إلى المعاهدات ووكالات الأمم المتحدة المتخصصة، مثل منظمة الطيران المدني الدولي،  واتفاقية قانون البحار، والمحكمة الجنائية الدولية. كما سيسمح لفلسطين بالمطالبة بحقوق قانونية على مياهها الإقليمية وأجوائها كدولة ذات سيادة معترف بها من قبل الأمم المتحدة. كما سيمنح فلسطين الحق في رفع دعاوى قضائية للسيطرة على الأراضي المتنازع عليها في محكمة العدل الدولية، وتوجيه اتهامات بارتكاب جرائم حرب، لا سيما تلك المتعلقة باحتلال إسرائيل لدولة فلسطين، ضد إسرائيل في المحكمة الجنائية الدولية.
سمحت الأمم المتحدة لفلسطين بتسمية مكتبها التمثيلي لدى الأمم المتحدة باسم "البعثة الدائمة للمراقبة لدولة فلسطين لدى الأمم المتحدة"،  وبدأت فلسطين في إعادة تسمية اسمها وفقًا لذلك على الطوابع البريدية والوثائق الرسمية وجوازات السفر،  بينما أصدرت تعليمات لدبلوماسييها بتمثيل "دولة فلسطين" رسميًا بدلًا من السلطة الوطنية الفلسطينية. بالإضافة إلى ذلك في 17 ديسمبر 2012 قرر رئيس بروتوكول الأمم المتحدة يو تشول يون أن "تستخدم الأمانة العامة تسمية "دولة فلسطين" في جميع وثائق الأمم المتحدة الرسمية"،  وبالتالي الاعتراف بدولة فلسطين التي أعلنتها منظمة التحرير الفلسطينية على أنها ذات سيادة على أراضي فلسطين ومواطنيها بموجب القانون الدولي.

### 2021 - 2024
حتى تاريخ 4 أبريل 2024 اعترفت 140 دولة (72.5%) من أصل 193 دولة عضو في الأمم المتحدة، بالإضافة إلى الجمهورية العربية الصحراوية الديمقراطية، بدولة فلسطين ككيان سيادي على كل من الضفة الغربية وقطاع غزة. العديد من الدول التي لا تعترف بدولة فلسطين تعترف مع ذلك بمنظمة التحرير الفلسطينية كـ"ممثل للشعب الفلسطيني".
تم تجديد الجهود للحصول على العضوية الكاملة في الأمم المتحدة في عام 2024 خلال الحرب بين إسرائيل وحماس،  حيث أجرى مجلس الأمن التابع للأمم المتحدة تصويتًا على الموضوع في أبريل. وبينما كان التصويت بأغلبية 12 صوتًا، وامتناع عضوين عن التصويت، وصوت واحد ضده، استخدمت الولايات المتحدة حق النقض (الفيتو) ضد الإجراء، لذا لم يتم تمريره.
تم تجديد الجهود للحصول على العضوية الكاملة في الأمم المتحدة في عام 2024 خلال الحرب بين إسرائيل وحماس، حيث عقد مجلس الأمن التابع للأمم المتحدة تصويتًا حول الموضوع في أبريل. رغم أن نتيجة التصويت كانت 12 صوتًا مؤيدًا، وامتناع صوتين عن التصويت، وصوت واحد ضد، إلا أن الولايات المتحدة استخدمت حق النقض (الفيتو) ضد القرار، لذا لم يتم تمريره.
في 10 مايو 2024، أصدرت الجمعية العامة للأمم المتحدة قرارًا يعترف بأن فلسطين تفي بمتطلبات عضوية الأمم المتحدة، وطلبت من مجلس الأمن إعادة النظر في قبول الدولة. كما منحت فلسطين حقوقًا إضافية في الأمم المتحدة، بما في ذلك الجلوس مع الدول الأعضاء، وحق تقديم المقترحات وبنود جدول الأعمال، والمشاركة في اللجان، ولكنها لم تمنحها حق التصويت. وكانت نتيجة التصويت 143 دولة مؤيدة، وتسع دول معارضة، و25 دولة ممتنعة عن التصويت. وستدخل هذه الترقية حيز التنفيذ في الجلسة القادمة للجمعية العامة للأمم المتحدة في 10 سبتمبر 2024.

## القرار 2334 والتقارير ربع السنوية
يُطالب قرار مجلس الأمن التابع للأمم المتحدة رقم 2334 لعام 2016 "الأمين العام بتقديم تقرير إلى المجلس كل ثلاثة أشهر عن تنفيذ أحكام هذا القرار". وفي أول هذه التقارير الذي قُدم شفهيًا في اجتماع لمجلس الأمن في 24 مارس 2017، أشار المنسق الخاص للأمم المتحدة لعملية السلام في الشرق الأوسط نيكولاي ملادينوف إلى أن القرار 2334 دعا إسرائيل إلى اتخاذ خطوات لوقف جميع أنشطة الاستيطان في الأراضي الفلسطينية المحتلة، وأنه "لم يتم اتخاذ أي خطوات من هذا القبيل خلال الفترة المشمولة بالتقرير" وبدلًا من ذلك، كانت هناك زيادة ملحوظة في البيانات والإعلانات والقرارات المتعلقة بالبناء والتوسع.

## قرارات الجمعية العامة المتكررة سنويًا
| رقم | القرار | أحدث قرار      | نعم | لا | امتنع |
| --- | --- | -------------- | --- | -- | ----- |
| 1   | A/RES/75/20، لجنة ممارسة الشعب الفلسطيني لحقوقه غير القابلة للتصرف | 2 ديسمبر 2020  | 91  | 17 | 54    |
| 2   | A/RES/75/21، شعبة الأمم المتحدة لحقوق الفلسطينيين | 2 ديسمبر 2020  | 82  | 25 | 53    |
| 3   | A/RES/75/22، التسوية السلمية لقضية فلسطين | 2 ديسمبر 2020  | 145 | 7  | 9     |
| 4   | A/RES/75/23، برنامج المعلومات الخاص حول مسألة فلسطين التابع لإدارة الاتصالات العالمية بالأمانة العامة                                                                                         | 2 ديسمبر 2020  | 142 | 8  | 11    |
| 5   | A/RES/75/93، مساعدة اللاجئين الفلسطينيين | 10 ديسمبر 2020 | 169 | 2  | 7     |
| 6   | A/RES/75/94، عمليات وكالة الأمم المتحدة لإغاثة وتشغيل اللاجئين الفلسطينيين في الشرق الأدنى | 10 ديسمبر 2020 | 162 | 4  | 9     |
| 7   | A/RES/75/95، ممتلكات اللاجئين الفلسطينيين وعائداتها | 10 ديسمبر 2020 | 160 | 5  | 12    |
| 8   | A/RES/75/96، عمل اللجنة الخاصة المعنية بالتحقيق في الممارسات الإسرائيلية التي تمس حقوق الإنسان للشعب الفلسطيني وغيره من السكان العرب في الأراضي المحتلة                                       | 10 ديسمبر 2020 | 76  | 14 | 83    |
| 9   | A/RES/75/97، المستوطنات الإسرائيلية في الأرض الفلسطينية المحتلة، بما فيها القدس الشرقية، والجولان السوري المحتل                                                                               | 10 ديسمبر 2020 | 150 | 7  | 17    |
| 10  | A/RES/75/98، الممارسات الإسرائيلية التي تمس حقوق الإنسان للشعب الفلسطيني في الأرض الفلسطينية المحتلة، بما فيها القدس الشرقية                                                                  | 10 ديسمبر 2020 | 147 | 10 | 16    |
| 11  | + A/RES/75/126، تقديم المساعدة للشعب الفلسطيني | 11 ديسمبر 2020 | *-  | -  | -     |
| 12  | + A/RES/75/172، حق الشعب الفلسطيني في تقرير المصير | 16 ديسمبر 2020 | 168 | 5  | 10    |
| 13  | + A/RES/75/236، السيادة الدائمة للشعب الفلسطيني في الأراضي الفلسطينية المحتلة، بما في ذلك القدس الشرقية، وللسكان العرب في الجولان السوري المحتل على مواردهم الطبيعية.                         | 21 ديسمبر 2020 | 153 | 6  | 17    |
| 14  | ++ A/RES/74/84، الأشخاص الذين شُردوا نتيجة للعدوان في يونيو 1967 وما تلاه من أعمال عدائية | 13 ديسمبر 2019 | 162 | 6  | 9     |
| 15  | +++ A/RES/73/22، الوضع السياسي للقدس | 30 نوفمبر 2018 | 148 | 11 | 14    |
| 16  | +++ A/RES/73/97، انطباق اتفاقية جنيف المتعلقة بحماية المدنيين وقت الحرب، المؤرخة في 12 أغسطس 1949، على الأراضي الفلسطينية المحتلة، بما في ذلك القدس الشرقية، والأراضي العربية المحتلة الأخرى. | 7 ديسمبر 2018  | 154 | 5  | 8     |

+ - ستعمل روابط الوثائق بمجرد نشر الوثيقة في نظام الوثائق الرسمية. وفي الوقت نفسه، يمكن الاطلاع على التفاصيل في الموقع الشبكي للأمم المتحدة.
++ & +++ - بيانات عامي 2019 و2018. * - تم اعتماد القرار بالإجماع. ويمكن الاطلاع على سجلات التصويت في موقع الأمم المتحدة على الإنترنت.
.

## قضايا

### الدورات الاستثنائية الطارئة
كانت قضايا الشرق الأوسط موضوع ست من الجلسات العشر الخاصة الطارئة للجمعية العامة. وقد امتدت الدورة الاستثنائية الطارئة العاشرة حتى الآن لأكثر من 20 عامًا، وأصبحت لجنة شبه دائمة أخرى بشأن قضية فلسطين.

### المجموعات الإقليمية
أنشئت المجموعات الإقليمية للأمم المتحدة في عام 1961. ومنذ البداية عارضت غالبية الدول العربية داخل مجموعة آسيا دخول إسرائيل إلى تلك المجموعة. ونتيجة لذلك ظلت إسرائيل لمدة 39 عامًا من بين الدول القليلة التي لا تتمتع بعضوية مجموعة إقليمية، مما منعها من المشاركة في معظم أنشطة الأمم المتحدة. من ناحية أخرى تم قبول فلسطين كعضو كامل في مجموعة آسيا في 2 أبريل 1986.

### الإرهاب
ينبع جزء من الصعوبة التي تواجهها الأمم المتحدة في إيجاد تعريف مُوحّد لكلمة "إرهاب" من عدم القدرة على التوصّل إلى توافق في الآراء حول ما إذا كان العنف السياسي الفلسطيني شكلًا من أشكال المقاومة أم الإرهاب. وتجادل دول منظمة التعاون الإسلامي بأن الفلسطينيين يُقاتلون الاحتلال الأجنبيّ. وكما هو مذكور في موقع مكتب الأمم المتحدة المعني بالمخدرات والجريمة على الإنترنت: "كثيرًا ما علّق المُتشائمون بأن الإرهابيّ في دولة ما هو مُقاتل حريّة في دولة أخرى." 
وقد أُدينت أعمال العنف السياسي الفلسطيني مرارًا وتكرارًا في بيانات صحفية صادرة عن الأمين العام (على سبيل المثال، ). ولا يُفرّق نص قرارات الجمعية العامة بين الإرهاب والعمليات العسكرية، فعلى سبيل المثال في القرار 61/25 (2006) المعنون "تسوية قضية فلسطين بالوسائل السلمية" ورد ما يلي:

إذ تُدين جميع أعمال العنف والإرهاب ضد المدنيين من الجانبين، بما في ذلك التفجيرات الانتحارية وعمليات الإعدام خارج نطاق القضاء والاستخدام المُفرط للقوة".

تُقر العديد من القرارات بحق الفلسطينيين في مُقاومة الاحتلال الإسرائيلي "بجميع الوسائل المُتاحة"، حيث ينص قرار لجنة الأمم المتحدة لحقوق الإنسان لعام 2002 E/CN.4/2002/L.16 على ما يلي:

إذ تُشير بشكل خاص إلى قرار الجمعية العامة 37/43 المؤرّخ 3 ديسمبر 1982 الذي يُؤكّد من جديد شرعية نضال الشعوب ضد الاحتلال الأجنبي بجميع الوسائل المُتاحة، بما في ذلك الكفاح المُسلّح، (...) 1. تُؤكّد على الحق المشروع للشعب الفلسطيني في مُقاومة الاحتلال الإسرائيلي بجميع الوسائل المُتاحة لتحرير أرضه وتمكينه من ممارسة حقّه في تقرير المصير، وأن الشعب الفلسطينيّ، بقيامه بذلك، إنّما يُؤدّي رسالتَه، وهي إحدى غايات الأمم المتحدة ومقاصدها؛ 

وادّعت الدول الغربية التي صوّتت ضد هذا القرار لعام 2002 أن لغتَه تُبرّر ما وصفته بالإرهاب الفلسطينيّ.

### اللاجئون الفلسطينيون
يتلقى اللاجئون الفلسطينيون المساعدة من وكالتين تابعتين للأمم المتحدة، وهما المفوضية السامية للأمم المتحدة لشؤون اللاجئين، ووكالة الأمم المتحدة لإغاثة وتشغيل اللاجئين الفلسطينيين في الشرق الأدنى (الأونروا). تقدم وكالة الأونروا المساعدة للاجئين الفلسطينيين فقط. تختلف تعريفات اللاجئين بين هاتين المنظمتين، ويتمثل الاختلاف الرئيسي في شمول أبناء اللاجئين ونصف اللاجئين داخل الأراضي الفلسطينية الذين يعتبرون، وفقًا لمعايير المفوضية السامية للأمم المتحدة لشؤون اللاجئين نازحين داخليًا.
في عام 2006، قدمت المفوضية السامية للأمم المتحدة لشؤون اللاجئين المساعدة لإجمالي 17.4 مليون "شخص معني" حول العالم، منهم 350,000 فلسطينياً، حيث بلغت قيمة المساعدات 1.45 مليار دولار أو 83 دولارًا للفرد. وكان عدد موظفي المفوضية 6,689 موظفًا.
أما الأونروا فقد ساعدت في العام ذاته نحو 4.5 مليون لاجئ فلسطيني بميزانية عادية قدرها 639 مليون دولار، مكملة بمبلغ 145 مليون دولار لبرامج الطوارئ، ما يعادل 174 دولارًا للفرد. وكان عدد موظفي الأونروا 28,000 موظفاً، معظمهم من اللاجئين أنفسهم.

### سياسة الولايات المتحدة في الأمم المتحدة
أشار دبلوماسيون في الأمم المتحدة إلى أن الولايات المتحدة ستستخدم حق النقض (الفيتو) ضد أي محاولةٍ أحاديةِ الجانب لإعلان دولةٍ فلسطينيةٍ في مجلس الأمن. وقد استخدمت الولايات المتحدة حق النقض ضد أكثر من أربعين قرارًا يدين إسرائيل في مجلس الأمن؛  فقد حظرت جميع عمليات النقض الأمريكية تقريبًا التي استخدمت منذ عام 1988 قراراتٍ ضد إسرائيل، على أساس عدم إدانتها للجماعات والأنشطة والتحريض الإرهابية الفلسطينية. وقد أثارت هذه السياسة، المعروفة باسم مبدأ نيغروبونتي، الثناء والنقد على حدٍ سواء.
في حديثها أمام مجلس الأمن التابع للأمم المتحدة في أكتوبر 2019، وصفت سفيرة الولايات المتحدة لدى الأمم المتحدة كيلي كرافت حماس بأنها "منظمةٌ إرهابية تقمع الشعب الفلسطيني في غزة من خلال الترهيب والعنف الصريح، بينما تحرّض على العنف ضد إسرائيل". وأدانت ما وصفته بأنه عنفٌ "حقير" تمارسه حماس ضد شعبها، واستخدامها الأطفال الفلسطينيين كبيادق، وهجماتها العشوائية على المناطق المدنية الإسرائيلية، ووصفتها بأنها إحدى أكبر العقبات أمام حلّ الصراع الإسرائيلي الفلسطيني.

### مجلس حقوق الإنسان التابع للأمم المتحدة
كان المقرر الخاص المعني بمسألة فلسطين لدى لجنة الأمم المتحدة السابقة لحقوق الإنسان، ولجنة الأمم المتحدة الحالية لحقوق الإنسان، والجمعية العامة، بين عامي 2001 و2008، هو جون دوغارد. وتتمثل ولاية المقرر الخاص في التحقيق في انتهاكات حقوق الإنسان من جانب إسرائيل، وقد حلّ محلّ دوغارد في عام 2008 ريتشارد أ. فلك، الذي شبّه معاملة إسرائيل للفلسطينيين بمعاملة النازيين لليهود خلال الهولوكوست. وفي مايو 2014، اتهمت المندوبة الأمريكية سامانثا باور فولك بـ"الانحياز المستمر ضد إسرائيل".
انتُخب ميغيل ديسكوتو بروكمان الرئيس السابق للجمعية العامة للأمم المتحدة لعضوية اللجنة الاستشارية لمجلس حقوق الإنسان التابع للأمم المتحدة في يونيو 2010.

#### بعثة تقصي الحقائق بشأن حرب غزة عام 2008 (تقرير غولدستون)
دعى مجلس حقوق الإنسان التابع للأمم المتحدة لبعثة لتقصي الحقائق بشأن انتهاكات حقوق الإنسان خلال حرب غزة عام 2008 بين إسرائيل وإدارة حماس في غزة بحلول 12 يناير 2009، وحدد المجلس نطاق التحقيق ليشمل "انتهاكات القوة المحتلة إسرائيل ضد الشعب الفلسطيني في جميع أنحاء الأراضي الفلسطينية المحتلة، وخاصة في قطاع غزة المحتل"،  ورفضت المفوضة السامية السابقة

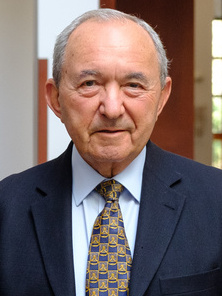
ريتشارد جولدستون، جنوب أفريقي، هو قاضٍ سابق في المحكمة الدستورية ومحامي. ترأس بعثة الأمم المتحدة لتقصي الحقائق حول حرب غزة 2008-2009.

لحقوق الإنسان التابعة للأمم المتحدة ورئيسة أيرلندا ماري روبنسون رئاسة البعثة لأنها "شعرت بقوة أن قرار المجلس كان متحيزًا ولا يسمح باتباع نهج متوازن لتحديد الوضع على الأرض".
وفي 3 أبريل 2009، عُين ريتشارد غولدستون رئيسًا للبعثة. وفي مقابلة في 16 يوليو، قال: "في البداية لم أكن مستعدًا لقبول الدعوة لرئاسة البعثة". وأضاف: "كان من الضروري توسيع التفويض ليشمل "الهجمات الصاروخية المستمرة على المدنيين في جنوب إسرائيل، فضلًا عن حقائق أخرى". وجعل هذا التوسيع في الولاية شرطًا لرئاسة البعثة. وفي اليوم التالي، كتب في صحيفة نيويورك تايمز "قبلت رئاسة البعثة لأن مهمتها كانت النظر في جميع الأطراف: إسرائيل؛ وحماس التي تسيطر على غزة؛ والجماعات الفلسطينية المسلحة الأخرى."  ووثّق بيان صحفي من مجلس حقوق الإنسان التابع للأمم المتحدة عند تعيينه التركيز المتغير للبعثة.
رأت إسرائيل أن تغيير الولاية لم يكن له تأثير عملي كبير. ورفضت التعاون مع بعثة غولدستون ومنعت دخولها إلى إسرائيل، في حين دعمت حماس والسلطة الوطنية الفلسطينية البعثة وساعدتاها.
في يناير، قبل أشهر من البعثة، وقّعت البروفيسورة كريستين شينكين، إحدى أعضاء البعثة الأربعة، رسالة إلى صحيفة صنداي تايمز اللندنية، أكدت فيها أن إجراءات إسرائيل "تشكل عدوانًا وليس دفاعًا عن النفس"، وأن "طريقة وحجم عملياتها في غزة يشكلان عملًا عدوانيًا ويتناقضان مع القانون الدولي".
نُشر تقرير المهمة في 15 سبتمبر 2009. حيث خلصت البعثة إلى "أن إسرائيل ارتكبت انتهاكات خطيرة للقانون الدولي لحقوق الإنسان والقانون الإنساني الدولي في سياق عملياتها العسكرية في غزة في الفترة من 27 ديسمبر 2008 إلى 18 يناير 2009، وأن إسرائيل ارتكبت أعمال ترقى إلى مستوى جرائم حرب، وربما جرائم ضد الإنسانية، ووجدت البعثة أيضًا أن الجماعات الفلسطينية المسلحة ارتكبت جرائم حرب، وربما جرائم ضد الإنسانية.
كانت الردود على نتائج التقرير متباينة ومتنوعة. ولم يتم المصادقة الفورية على التقرير عبر إصدار قرار لمجلس حقوق الإنسان التابع للأمم المتحدة. وتأخر اتخاذ هذه الخطوة إلى شهر مارس من عام 2010. ويُعزى هذا التأخير إلى الضغوط الدبلوماسية التي مارسها الأعضاء الغربيون في المجلس، بما فيهم الولايات المتحدة التي التحقت بعضوية المجلس في شهر أبريل من عام 2009، وممثل السلطة الفلسطينية، وهو ما حدث بصورة مفاجئة.
وفيما يتعلّق بالضغوط الأمريكية وصف ممثل مجلس حقوق الإنسان "هارولد هونججو كوه" مشاركة الولايات المتحدة في المجلس بأنها "تجربة" حيث كان تقرير جولدستون هو الاختبار الأول.
تمت الموافقة على التقرير وصدوره بقرار صادر عن مجلس حقوق الإنسان التابع للأمم المتحدة يوم 14 أكتوبر تحت الرقم A/HRC/S-12/L.1.
بتاريخ 1 أبريل 2011م، تراجع المحقق الرئيسي لتقرير جولدستون، القاضي ريتشارد جولدستون، عن تصريحاته السابقة التي ادعى فيها أن السياسة الحكومية الإسرائيلية تستهدف المدنيين عمدًا خلال حرب غزة عام 2008. وصرح قائلًا: "لو كنت أعلم حينها ما أعرفه الآن، لكان شكل التقرير مختلفًا تمامًا".
وبعد ذلك بيومين، في 14 أبريل 2011م، أصدرت المؤلفة المشاركة في صياغة التقرير هينا جيلاني، والكاتبة كريستين شنكين، والمحرر ديزموند ترافيرس بيانًا مشتركًا انتقدوا فيه تراجع جولدستون عن هذا الجزء من التقرير. وأجمعوا على صحة ما ورد في التقرير، مشددين على أن كلا من إسرائيل وحركة حماس فشلتا في إجراء تحقيقات مرضية بشأن مزاعم ارتكاب جرائم حرب.

#### لجنة التحقيق في حرب غزة 2014
في 23 يوليو 2014 خلال الحرب على غزة 2014 اعتمد مجلس حقوق الإنسان التابع للأمم المتحدة القرار 21/س لتشكيل لجنة تحقيق "للتحقيق في جميع انتهاكات القانون الدولي الإنساني وقانون حقوق الإنسان الدولي في الأرض الفلسطينية المحتلة، بما في ذلك القدس الشرقية، وخاصة في قطاع غزة المحتل، في سياق العمليات العسكرية التي جرت منذ 13 يونيو 2014". فيما رأى المندوب الأمريكي أن القرار متحيز ضد إسرائيل، وكذلك فعل كل من مندوبي كندا واستراليا.

### لجنة وضع المرأة
خلال دورتها الـ51 في عام 2007، أكدت لجنة الأمم المتحدة المعنية بوضع المرأة أن: "الاحتلال الإسرائيلي لا يزال عقبة رئيسية أمام تقدم المرأة الفلسطينية وكفايتها الذاتية واندماجها في التخطيط التنموي لمجتمعها".

### المقرر الخاص المعني بالحق في الغذاء
نشر جيان زيغلر المقرر الخاص للأمم المتحدة المعني بالحق في الغذاء، تقريرًا في أكتوبر 2003 اتهم فيه إسرائيل بتجويع الأطفال الفلسطينيين. وكالعادة، لقي التقرير إعتراض سفير إسرائيل لدى الأمم المتحدة.

### اليونسكو
تبنت منظمة الأمم المتحدة للتربية والعلم والثقافة (يونسكو) مئات القرارات بشأن حق الفلسطينيين في الحصول على التعليم، وتعتبر فلسطين الإقليم الوحيد الذي يصدر بشأنه قرار سنوي لهذا الغرض. كما تعتمد اليونسكو قرارات سنوية لصيانة القدس القديمة، وهي موقع من مواقع التراث العالمي المدرجة على قائمة التراث العالمي المعرض للخطر.
في عام 2007، عُقدت جلسة طارئة لليونسكو لمناقشة الحفريات الأثرية الإسرائيلية في مصعد المغاربة في البلدة القديمة بالقدس. وقال تقرير الجلسة إن الحفريات كانت "تحديًا سافرًا من قبل سلطات الاحتلال الإسرائيلية" لموقف الأمم المتحدة بشأن وضع القدس.

### التمييز العربي ضد الفلسطينيين
يعيش عدد كبير من اللاجئين الفلسطينيين في الأردن وسوريا ولبنان. في عام 2003، أرسلت منظمة العفو الدولية مذكرة إلى لجنة الأمم المتحدة للقضاء على التمييز العنصري، أعربت فيها عن مخاوفها بشأن التمييز ضد الفلسطينيين. وردت اللجنة في عام 2004، وحثت الحكومة اللبنانية على "اتخاذ تدابير لتحسين وضع اللاجئين الفلسطينيين، وعلى الأقل إزالة جميع الأحكام التشريعية وتغيير السياسات التي لها تأثير تمييزي على السكان الفلسطينيين مقارنة بالمواطنين غير اللبنانيين الآخرين".
بين مايو وسبتمبر 2007 كان مخيم نهر البارد للاجئين الفلسطينيين في لبنان مركزًا للاشتباكات بين قوات الأمن الداخلي اللبنانية ومسلحين من مجموعة فتح الإسلام. وقد تلقى الجيش اللبناني دعمًا في هذا العمل من حركات فلسطينية مسؤولة عن الأمن في المخيم. وأدت عمليات القصف التي نفذها الجيش اللبناني إلى دمار المخيم وتسببت في نزوح جماعي لـ 27 ألف لاجئ فلسطيني إلى مخيمات أخرى. وأصدر مجلس الأمن الدولي بيانًا خلال القتال أدان في فتح الإسلام و"أيد بالكامل الجهود التي تبذلها الحكومة اللبنانية والجيش لضمان الأمن والاستقرار في جميع أنحاء لبنان". وانتقد خالد أبو طعمة وجوناثان كاي الأمم المتحدة لعدم إدانتها الجيش اللبناني، بحجة أنها أدانت قوات الدفاع الإسرائيلية في ظروف مماثلة في الماضي لا سيما مجزرة جنين.

#### إدامة الأونروا لوضع اللاجئين الفلسطينيين
أتهم العديد من المراقبين الأمم المتحدة بتعزيز هذا التمييز من خلال خلق وضع خاص للاجئين الفلسطينيين. وذكر تقرير صادر عن الفدرالية الدولية لحقوق الإنسان ما يلي:
نظرًا لأن موقف الأونروا يتمثل في احتمال حل النزاع المؤدي إلى قيام دولة فلسطينية مستقلة وعودة اللاجئين إلى تلك الأرض، كحل نهائي، فإنه يميل إلى تبرير السياسات اللبنانية التي لا تمنح اللاجئين الفلسطينيين سوى الحد الأدنى من الوضع القانوني. بعبارة أخرى، تقتصر حقوق اللاجئين الفلسطينيين على حق الإقامة كشرط لتطبيق المساعدة الإنسانية التي تقدمها الأونروا.

### اتهام موظفي الأمم المتحدة بالمشاركة في الصراع
في 22 نوفمبر 2002، خلال اشتباك مسلح بين قوات الاحتلال الإسرائيلي ومقاتلي حركة الجهاد الإسلامي، قُتل إيان هوك، مدير مشروع إعادة تأهيل مخيم جنين التابع لوكالة غوث وتشغيل اللاجئين الفلسطينيين (أونروا)، بنيران إسرائيلية. وقيل إن جنديًا اعتبره متطرفًا وظن أن الهاتف المحمول في يده كان بندقية أو قنبلة يدوية.
في 11 مايو 2004، قالت إسرائيل إن المسلحين الفلسطينيين استخدموا سيارة إسعاف تابعة للأمم المتحدة للهروب بعد اشتباك عسكري في جنوب غزة.
في عام 2004 اشتكت إسرائيل من التعليقات التي أدلى بها رئيس الأونروا بيتر هانسن. حيث قال إن هناك أعضاء من حركة حماس على جدول رواتب الأونروا، وأنه لا يرى في ذلك جريمة، فهم ليسوا بالضرورة من المسلحين، وعليهم اتباع قواعد الأمم المتحدة بشأن البقاء على الحياد.
في يناير 2009 خلال الحرب على غزة، قُتل العديد من الأشخاص بقصف إسرائيلي خارج مدرسة تابعة للأونروا. واتهمت الأمم المتحدة إسرائيل بقصف المدرسة. ووصف ماكسويل غايلورد، منسق الشؤون الإنسانية للأمم المتحدة في الأراضي الفلسطينية، الحادث بالمأساوي. وتدعي إسرائيل أن كتيبة من حماس كانت تطلق قذائف هاون من محيط المدرسة مباشرة. وتنفي حماس هذا الادعاء. وفي فبراير 2009، قال غايلورد إن الأمم المتحدة "ترغب في توضيح أن القصف وجميع الوفيات حدثت خارج المدرسة وليس داخلها". كما تعرض مقر الأونروا في غزة للقصف في 15 يناير، ودُمرت أطنان من الطعام والوقود. وتدعي إسرائيل أن المقاتلين لجأوا للاختباء داخل المجمع بعد إطلاق النار على قواتها من الخارج. ورفض المتحدث باسم الأونروا كريس غنس الادعاءات الإسرائيلية بوصفها "عارية عن الصحة".

## طالع أيضَا
- قائمة قرارات الأمم المتحدة بشأن فلسطين
- رقابة الأمم المتحدة

## وصلات خارجية
- المقرر الخاص المعني بحالة حقوق الإنسان في الأراضي الفلسطينية المحتلة منذ عام 1967، جزء من المفوضية السامية للأمم المتحدة لحقوق الإنسان
- بعثة المراقبة الدائمة لفلسطين لدى الأمم المتحدة
- يونيسبال، نظام المعلومات التابع للأمم المتحدة بشأن قضية فلسطين
- شعبة الأمم المتحدة لحقوق الفلسطينيين
- لجنة الأمم المتحدة المعنية بممارسة الشعب الفلسطيني لحقوقه غير القابلة للتصرف
- اليوم العالمي للتضامن مع الشعب الفلسطيني.
- قضية فلسطين والأمم المتحدة، كتيب من إنتاج إدارة الأمم المتحدة للتواصل العالمي.